# Dogodki na Zimskih olimpijskih igrah 2006
Dogodki na Zimskih olimpijskih igrah 2006 po dnevih.
| ● | Otvoritvena/zaključna slovesnost | ● | Kvalifikacijsko tekmovanje | ● | Finalno tekmovanje | ● | Ekshibicijska gala |

| Februar                           | 10. | 11. | 12. | 13. | 14. | 15. | 16. | 17. | 18. | 19. | 20. | 21. | 22. | 23. | 24. | 25. | 26. |
| --------------------------------- | --- | --- | --- | --- | --- | --- | --- | --- | --- | --- | --- | --- | --- | --- | --- | --- | --- |
| Slovesnosti                       | ●   |     |     |     |     |     |     |     |     |     |     |     |     |     |     |     | ●   |
| Akrobatsko smučanje               |     | ●   |     |     |     | ●   |     |     |     |     | ●   | ●   | ●   | ●   |     |     |     |
| Alpsko smučanje                   |     |     | ●   |     | ●   | ●   |     | ●   | ●   |     | ●   |     | ●   |     | ●   | ●   |     |
| Biatlon                           |     | ●   |     | ●   | ●   |     | ●   |     | ●   |     |     | ●   |     | ●   |     | ●   |     |
| Bob                               |     |     |     |     |     |     |     |     | ●   | ●   | ●   | ●   |     |     | ●   | ●   |     |
| Curling                           |     |     |     |     |     |     |     |     |     |     |     |     |     | ●   | ●   |     |     |
| Deskanje na snegu                 |     |     | ●   | ●   |     |     | ●   | ●   |     |     |     |     | ●   | ●   |     |     |     |
| Hitrostno drsanje                 |     | ●   | ●   | ●   | ●   | ●   | ●   |     | ●   | ●   |     | ●   | ●   |     | ●   | ●   |     |
| Hitrostno drsanje na kratke proge |     |     | ●   |     |     | ●   |     |     | ●   |     |     |     | ●   |     |     | ●   |     |
| Hokej na ledu                     |     |     |     |     |     |     |     |     |     |     | ●   |     |     |     |     | ●   | ●   |
| Nordijska kombinacija             |     | ●   |     |     |     | ●   | ●   |     |     |     |     | ●   |     |     |     |     |     |
| Sankanje                          |     | ●   | ●   | ●   | ●   | ●   |     |     |     |     |     |     |     |     |     |     |     |
| Skeleton                          |     |     |     |     |     |     | ●   | ●   |     |     |     |     |     |     |     |     |     |
| Smučarski skoki                   |     | ●   | ●   |     |     |     |     | ●   | ●   |     | ●   |     |     |     |     |     |     |
| Smučarski teki                    |     |     | ●   |     | ●   |     | ●   | ●   | ●   | ●   |     |     | ●   |     | ●   |     | ●   |
| Umetnostno drsanje                |     | ●   |     | ●   | ●   |     | ●   | ●   |     | ●   | ●   | ●   |     | ●   |     |     |     |
| Februar                           | 10. | 11. | 12. | 13. | 14. | 15. | 16. | 17. | 18. | 19. | 20. | 21. | 22. | 23. | 24. | 25. | 26. |

### Otvoritvena slovesnost – 10. februar
Olimpijski ogenj je prižgala Stefania Belmondo.

### 1. dan – 11. februar
Akrobatsko smučanje
Jennifer Heil je osvojila zlato medaljo in je postala prva Kanadčanka, ki je osvojila medaljo v smučanju po grbinah.
Nina Bednarik je z 19.54 točkami zasedla 24. mesto in se ni kvalificirala na finalni nastop.
Biatlon
Na 20 km posamično je osvojil zlato Nemec Michael Greis, prvo podeljeno zlato na olimpijskih igrah.
Slovenski reprezentanti so zasedli Janez Marič 40. , Matjaž Poklukar 47., Klemen Bauer 61. in Janez Ožbolt 70. mesto.
Hitrostno drsanje
Na 5000 m je zmagal Američan Chad Hedrick.
Hokej na ledu
Ženska Kanadska hokejska reprezentanca je postavila nov olimpijski rekord z najvišjo zmago 16-0 proti Italiji.
Nordijska kombinacija
Zlato je osvojil Nemec Georg Hettich, srebro Avstrijec Felix Gottwald in bron Norvežan Magnus Moan.
Damjan Vtič je končal na 40. mestu.
Umetnostno drsanje
Rusa Tatjana Totmjanina in Maksim Marinin sta po kratkem programu prevzela vodstvo.

### 2. dan - 12. februar
Alpsko smučanje
V smuku je osvojil zlato Francoz Antoine Deneriaz.
Andrej Jerman je zasedel 28. in Andrej Šporn 31. mesto.
Deskanje na snegu
Američan Shaun White je osvojil zlato v snežnem kanalu (halfpipe).
Hitrostno drsanje
Na 3000 m je Nizozemka Ireen Wüst osvojila zlato.
Hitrostno drsanje na kratke proge
Južni korejec Ahn Hyun Soo je osvojil zlato na 1500 m.
Hokej na ledu
Ženska reprezentanca Kanade je porazila Rusijo z 12-0, ZDA so porazile Nemčijo s 5-0.
Sankanje
Italijan Armin Zöggeler je osvojil zlato. Latvija je prvič na zimskih olimpijskih igrah osvojila medaljo, in sicer bron Mārtiņša Rubenisa.
Domen Pociecha je s 26. mestom osvojil uspeh kariere.
Smučarski skoki
Na srednji skakalnici (HS-106) je osvojil zlato Norvežan Lars Bystøl.
Slovenski reprezentati so razočarali, in sicer je Primož Peterka zasedel 30., Jernej Damjan 35., Robert Kranjec 41. in Rok Benkovič 49 mesto.
Smučarski teki
Na 15 km (2 x 7.5 km) dvojnem zasledovanju je zmagala Estonka Kristina Šmigun.
Petra Majdič je v prvi polovici vodila, na koncu pa je zaostala za +53.0 s in je osvojila 11. mesto. Maja Benedičič je končala na 39. mestu.
V moškem 30 km (2 x 15 km) dvojnem zasledovanju je zmagal Rus Jevgenij Dementijev,
Nejc Brodar in Jože Mehle sta zasedla 46. in 56 mesto.
Umetnostno drsanje
Američanka Michelle Kwan je zaradi poškodb dimelj odpovedala nastop na olimpijsih igrah, nadomestila jo je Emily Hughes.

### 3. dan - 13. februar
Biatlon
Na 15 km je zmagala Rusinja Svetlana Išmuratova.
Slovenke so zasedle, Teja Gregorin 18., Andreja Mali 21., Dijana Grudiček 30. in Tadeja Brankovič 39. mesto.
Deskanje na snegu
Američanka Hannah Teter je osvojila zlato v snežnem kanalu.
Hitrostno drsanje
Na 500 m je s časoma pod 35 sekund v obeh tekih zmagal Američan Joey Cheeck. Najbljižji je bil dobitnik srebrne medalje Rus Dimitrij Dorofejev, z najboljšim časom 35:17. Lee Kang-Seok je osvojil bron, kar je bila prva medalja po štirinajstih letih za Korejo v hitrostnem drsanju.
Umetnostno drsanje
Ruski par Tatjana Totmjanina in Maksim Marinin je osvojil zlato in končal edini z oceno nad 200 (204.48). Kitajski par Zhang Dan in Zhang Hao je kljub padcu osvojil srebro.

### 4. dan - 14. februar
Alpsko smučanje
V moški kombinaciji je osvojil zlato Američan Ted Ligety. Takrat vodilni Bode Miller, je zaradi povoženih vratc v prvem teku slaloma bil diskvalificiran. Prav tako je favorit Benjamin Raich končal ob progi. Srebro je osvojil Hrvat Ivica Kostelić in bron Avstrijec Rainer Schönfelder.
Slovenski reprezentanti so zasedli Aleš Gorza 15., Andrej Jerman 19. in Andrej Šporn 30. mesto.
Biatlon
Na 10 km je zmagal Nemec Sven Fischer.
Janez Marič je zasedel 38., Matjaž Poklukar 65., Janez Ožbolt 70. in Klemen Bauer 71. mesto.
Hitrostno drsanje
Rusinja Svetlana Žurova je osvojila zlato na 500 m. Kitajki Wang Manli in Ren Hui sta osvojili srebro in bron.
Hokej na ledu
Kanadčanke so premagale Švedsko z 8-1, Američanke Finsko s 7-3.
Smučarski teki
V ekipnem šprintnu sta slavili Švedinji Lina Andersson in Anna Dahlberg, ki sta osvojili prvo švedsko medaljo. Kasneje sta slavila še šveda Thobias Fredriksson in Björn Lind v moškem ekipnem šprintu in tako je Švedska osvojila dvojno zmago v tej disciplini.
Slovenska ženska ekipa v postavi Maja Benedičič in Vesna Fabjan je zasedla 14. mesto, moška ekipa Nejc Brodar in Jože Mehle pa 17. mesto. Oboji se niso uvrstili v finale.
Umetnostno drsanje
Po kratkem programu je prevzel vodstvo Rus Jevgenij Plušenko.
Gregor Urbas je zasedel 29. mesto in se ni kvalificiral za prosti program.

### 5. dan - 15. februar
Akrobatsko smučanje
V smučanju po grbinah je zmagal Avstralec Dale Begg-Smith. Srebro je osvojil Finec Mikko Ronkainen in bron Američan Toby Dawson.
Alpsko smučanje
V smuku je osvojila zlato Avstrijka Michaela Dorfmeister. Švicarka Martina Schild je osvojila srebro in Švedinja Anja Pärson bron.
Petra Robnik je končala na 25. mestu.
Hitrostno drsanje
Kanadčani so postavili nov olimpijski rekord v moškem in ženskem ekipnem zasledovanju in prvega na zimskih olimpijskih igrah 2006. Kasneje še v moškem ekipnem zasledovanju podrejo nov rekord Nizozemci in Italijani. Zlato je na koncu slavila italijanska zasledovalna ekipa, in sicer Matteo Anesi, Stefano Donagrandi, Enrico Fabris, Ippolito Sanfratello.
Hitrostno drsanje na kratke proge
Na 500 m posamično je Wang Meng osvojila prvo kitajsko zlato. Bolgarka Jevgenija Radanova je osvojila srebro in Kandačanka Anouk Leblanc-Boucher bron.
Hokej na ledu
Prva tekma moških ekip se je končala z zmago Kanade s 7-2 proti Italiji. Latvija in ZDA sta končali z neodločenim rezultatom 3-3 in Slovaška je s 5-3 premagala Rusijo.
Nordijska kombinacija
Zaradi močnih vetrov so prestavili smučarske skoke na naslednji dan. Norvežani so odstopili zaradi bolezni.
Sankanje
Brata Andreas in Wolfgang Linger sta v dvosedu za Avstrijo osvojila zlato. Nemca Andre Florschütz in Torsten Wustlich sta osvojila srebro ter Italijana Gerhard Plankensteiner in Oswald Haselrieder bron.

### 6. dan - 16. februar
Biatlon
Na 7,5 km šprintu je osvojila zlato Francozinja Florence Baverel-Robert. Rusinja Olga Pileva, ki je bila druga na 15 km biatlonu v 3. dnevu zimskih olimpijskih iger, je bila diskvalificirana zaradi pozitivnega testa na carphedon. Odvzeta ji je bila tudi medalja.
Od Slovek se je najbolje uvrstila Teja Gregorin, in sicer na 14. mesto, ostale so zasedle Tadeja Brankovič 31., Dijana Grudiček 55. in Andreja Mali 59. mesto.
Curling
Odigrale so moške ekipe, in sicer je Združeno kraljestvo s 7-6 premagalo Nemčijo, Švica z 9-7 Novo Zelandijo, Kanada s 7-6 Norveško in ZDA je z 10-6 porazila Švedsko.
Deskanje na snegu
Na uvodnem deskarskem krosu je zmagal Američan Seth Wescott. Kot drugi se je uvrstil Slovak Radoslav Židek in Francoz Paul-Henri de Le Rue kot tretji.
Hitrostno drsanje
Nemška ženska zasledovalna ekipa v postavi Daniela Anschütz-Thoms, Anni Friesinger in Claudia Pechstein je premagala Kanadčanke v finalnem zasledovanju. Italija je v moški zasledovalni ekipi prvič osvojila zlato olimpijsko medaljo v hitrostnem drsanju. Italijani so v polfinalu premagali favorizirane Nizozemce, po padcu Svena Kramerja. V finalu so premagali Kanadčane, ki so osvojili drugo srebro.
Hokej na ledu
Švicarji so premagali Čehe s 3-2.
Nordijska kombinacija
Na ekipni 20 km (4 x 5 km) tekmi so osvojile zlato Avstrijke. V vodstvo so prišle šele v zadnjih petih kilometrih pred Nemkami. Finke so osvojile bron.
Skeleton
Švicarka Maya Pedersen-Bieri je osvojila zlato, Britanka Shelley Rudman srebro, ki je bila edina britanska medalja, in Kanadčanka Mellisa Hollingsworth-Richards bron.
Smučarski teki
Na 10 km klasično je osvojila svojo drugo zlato Estonka Kristina Šmigun.
Vodilna po prvi polovici proge Petra Majdič, je na koncu osvojila 11. mesto. Maja Benedičič je končala na 39. mestu.
Umetnostno drsanje
Rus Jevgenij Plušenko je svoje vodstvo v prostem programu še povečal in tako gladko osvojil zlato. Srebro je osvojil Švicar Stéphane Lambiel in bron Kanadčan Jeffrey Buttle.

### 7. dan - 17. februar
Curling
V moških ekipah je Združeno kraljestvo premagalo Švedsko z 8-2, prav tako ZDA Švico s 7-4. Finska je tesno premagala Kanado s 6-5.
Deskanje na snegu
V deskarskem krosu je Švicarka Tanja Frieden osvojila zlato, ko je Američanka Lindsey Jacobellis padla v predzadnjem skoku in izgubila vodstvo. Bron je osvojila Kanadčanka Dominique Maltais.
Hokej na ledu
Ženska ekipa Švedske je v pol finalu premagala ZDA s 3-2. Kanada se je prav tako uvrstila v finale z zmago proti Finski s 6-0.
Skeleton
Kanadčana Duff Gibson in Jeff Pain sta osvojila zlato in srebro, bron je osvojil Švicar Gregor Stähli. Gibson je z 39 leti postal najstarejši olimpijec, ki je osvojil zlato medaljo v zgodovini Olimpijskih iger.
Smučarski teki
Na 15 km klasično je Estonec Andrus Verpalu osvojil zlato, Čeh Lukáš Bauer srebro in Nemec Tobias Angerer bron.
Jože Mehle je zasedel 60. mesto.
Umetnostno drsanje
Pri plesni parih sta Italijana Barbara Fusar-Poli in Maurizio Margaglio prevzela vodstvo po obveznem plesnem nastopu.

### 8. dan - 18. februar
Alpsko smučanje
V kombinaciji je osvojila zlato Hrvatica Janica Kostelič. Avstrijka Marlies Schild je osvojila srebro in Švedinja Anja Pärson bron.
Petra Robnik je končala na 21. mestu.
V moškem super veleslalomu je zmagal Norvežan Kjetil André Aamodt pred avstrijskim favoritom Hermannom Maierjem. Švicar Ambrosi Hoffmann je osvojil bron.
Andrej Šporn je osvojil odlično 14., Andrej Jerman 28. in Aleš Gorza 33. mesto.
Biatlon
Na 10 km zasledovanju sta osvojili Nemki Kati Wilhelm in Martina Glagow zlato in srebro, Rusinja Albina Ahatova je osvojila bron.
Teja Gregorin je končala na 16. in Tadeja Brankovič na 31. mestu.
Francoz Vincent Defrasne je osvojil zlato na 12,5 km zasledovanju, Norvežan Ole Einar Bjørndalen srebro in Nemec Sven Fischer bron.
Janez Marič je končal na 39. mestu.
Curling
V moški konkurenci je Italija s 6-5 premagala Kanado, ZDA z 8-5 Nemčijo, Združeno kraljestvo s 6-5 Švico in Finska s 7-3 Norveško.
Hitrostno drsanje
Američana Shani Davis in Joey Cheek sta osvojila zlato in srebro in Nizozemec Erben Wennemars bron. Shani Davis je tako postal prvi črnec v zgodovini zimskih olimpijskih iger, ki je osvojil zlato na posamični tekmi.
Hitrostno drsanje na kratke proge
Na 1500 m sta Južni Korejki Jin Sun-Yu in Choi Eun-Kyung osvojili zlato in srebro, bron je, po diskvalifikaciji tretje uvrščene Južne Korejke Byun Chun-Sa, osvojila Kitajka Wang Meng.
Na 1000 m sta osvojila zlato in srebro Južna Korejca Ahn Hyun-Soo in Lee Ho-Suk, Američan Apolo Anton Ohno je osvojil bron.
Hokej na ledu
Moška ekipa Švice je z 2-0 premagala Kanado, Slovaška z 2-1 ZDA.
Smučarski skoki
Na veliki skakalnici (HS-140) sta Avstrijca Thomas Morgenstern in Andreas Kofler, z najmanjšo možno razliko v točkah 0.1, osvojila zlato in srebro. Norvežan Lars Bystøl, ki je bil zmagovalec na srednji skakalnici, je osvojil bron.
Slovenski reprezentanti so razočarali, saj sta se v nadaljevanje uvrstila le Jernej Damjan in Rok Benkovič, ki sta končala na 28 in 29. mestu. Primož Peterka je končal na 34. in Robert Kranjec 49. mestu.
Smučarski teki
V ekipni štafeti na 20 km (4 x 5 km) je osvojila zlato Rusija, ki je končala 10 sekund pred Nemčijo in 11 pred Italijo.

### 9. dan - 19. februar
Bob
V dvosedu sta zlato osvojila Nemca André Lange in Kevin Kuske, srebro Kanadčana Pierre Lueders in Lascelles Brown ter bron Švicarja Martin Annen in Beat Hefti.
Curling
Presenetila je moška ekipa ZDA, ki je z 9-8 premagala Združeno kraljestvo.
Hitrostno drsanje
Nizozemka Marianne Timmer je osvojila zlato na 1000 m, Kanadčanka Cindy Klassen srebro in Nemka Anni Friesinger bron.
Hokej na ledu
V moški konkurenci je Finska z 2-0 premagala Kanado ter Slovaška z 2-1 Kazahstan.
Smučarski teki
Italijani so osvojili zlato na 40 km (4 x 10 km) štafeti. Nemci so s tremi desetinkami pred Švedi osvojili srebro.
Umetnostno drsanje
Po veliko padcih in napak v plesnih parih, sta prevzela vodstvo Rusa Tatijana Navka in Roman Kostomarov. Američana Tanith Belbin in Benjamin Agosto sta zasedla drugo in Ukrajinca Elena Grushina in Ruslan Goncharov tretjo mesto.

### 10. dan - 20. februar
Alpsko smučanje
V veleslalomu je Avstrijec Benjamin Raich, po petem mestu v prvem teku, osvojil zlato. Francoz Joël Chenal je osvojil srebro in Avstrijec Hermann Maier svojo drugo olimpijsko medaljo, bron.
Mitja Valenčič je končal na odličnem 12. mestu, medtem ko sta Aleš Gorza in Bernard Vajdič odstopila.
V ženskem super veleslalomu je Avstrijka Michaela Dorfmeister osvojila svojo drugo zlato, Hrvatica Janica Kostelić je osvojila srebro in Avstrijka Alexandra Meissnitzer bron.
Favoritinji Tini Maze se je ponesrečil nastop ter je končala na 39. mestu, ostale reprezentantke so končale na: Urška Rabič 18., Petra Robnik 29. in Ana Drev 45. mestu.
Curling
Ženska Norveška ekipa je z 8-1 premagala Dansko, s čimer se je kot tretja država kvalificirala v polfinale. Kasneje se je kvalificirala tudi Kanada z zmago nad Dansko z 9-8.
V moških konkurenci je Kanada porazila ZDA s 6-3.
Hokej na ledu
Ženska ekipa Kanade je osvojila zlato po zmagi nad Švedsko s 4-1. ZDA so s 4-0 premagale Finsko in osvojile bron.
Smučarski skoki
Avstrija je prvič osvojila zlato na ekipni tekmi, Finska je končala s srebrom in Norveška z bronom.
Slovenska ekipa se z 10. mestom ni kvalificirala v drugi krog.
Umetnostno drsanje
V plesnih parih sta Rusa Tatijana Navka in Roman Kostomarov nadaljevala z odlično predstavo in osvojila zlato. Tanith Belbin in Benjamin Agosto sta osvojila srebro, kar je bila prva medalja po 30. letih za ZDA v plesnih parih, ter Ukrajinca Elena Grushina in Ruslan Goncharov bron.

### 11. dan - 21. februar
Biatlon
V štafeti na 30 km (4 x 7,5 km) so osvojili zlato Nemci, srebro in bron so osvojili Rusi in Francozi.
Slovenska reprezentanca v postavi Janez Marič, Janez Ožbolt, Klemen Bauer in Matjaž Poklukar je končala na 10. mestu.
Bob
Nemki Sandra Kiriasis in Anja Schneiderheinze sta v dvosedu osvojili zlato, Američanki Shauna Rohbock in Valerie Fleming srebro in Italijanki Gerda Weissensteiner in Jennifer Isacco bron.
Hitrostno drsanje
Na 1500 m je osvojil zlato Italijan Enrico Fabris, Američana Shani Davis in Chad Hedrick sta osvojila srebro in bron.
Hokej na ledu
Slovaška je s 3-0 premagala Švedsko ter se je iz grupe B uvrstila neporažena v četrtfinale zraven Rusije, Švedske in ZDA. V grupi A so se uvrstili v četrtfinale Finska, Švica, Kanada in Češka.
Nordijska kombinacija
V šprintu je Avstrijec Felix Gottwald osvojil zlato, Norvežan Magnus Moan srebro in Nemec Georg Hettich bron.
Umetnostno drsanje
Američanka Sasha Cohen je povedla v kratkem programu s samo 0.03 točkami prednosti pred Rusinjo Ireno Slutskajo. Japonka Shizuka Arakawa je končala na tretjem mestu.

### 12. dan - 22. februar
Alpsko smučanje
V slalomu je Švedinja Anja Pärson osvojila svojo prvo olimpijsko zlato medaljo. Avstrijki Nicole Hosp in Marlies Schild sta osvojili srebro in bron.
Ana Kobal je končala na 25. mestu.
Akrobatsko smučanje
Švicarka Evelyne Leu je osvojila zlato v akrobatskih skokih. Kitajka Li Nina je osvojila srebro in Avstralka Alisa Camplin bron.
Curling
V moškem polfinalu je Kanada v 9. krogu tekme povedla za 5 točk ter gladko premagala ZDA z 11-5. Finska je s 4-3 premagala Združeno kraljestvo.
V ženskem polfinalu je Švedska s 5-4 premagala Norveško in Švicarke s 7-5 Kanadčanke.
Deskanje na snegu
Švicar Philipp Schoch je v finalu premagal svojega starejšega brata Simona Schoch in tako osvojil zlato v paralelnem veleslalomu. Avstrijec Siegfried Grabner je osvojil bron.
Odlična uvrstitev je uspela Dejanu Koširju in Roku Flandru, ki sta osvojila 6. in 7. mesto, Izidor Šušteršič in Tomaž Knafelj pa sta končala na 21. in 26. mestu.
Hitrostno drsanje
Na posamični 1500 m ženski tekmi sta osvojili zlato in srebro Kanadčanki Cindy Klassen in Kristina Groves. Nizozemka Ireen Wust je osvojila bron.
Hitrostno drsanje na kratke proge
Ženska Južno Korejska ekipa je osvojila zlato na 3000 m štafeti. Kanadčanke so osvojile srebro in Italijanke bron.
Hokej na ledu
V polfinale so se uvrstili Rusi z zmago nad Kanado z 2-0, Finska z zmago nad ZDA s 4-1, Češka z zmago nad Slovaško s 3-1 in Švedska z zmago nad Švici s 6-2.
Smučarski teki
Kanadčanka Chandra Crawford je osvojila zlato na 1,1 km šprintu, svojem prvem nastopu na olimpijskih igrah. Nemka Claudia Künzel je za 0.2 sekundi prehitela Rusinjo Aleno Sidko in si tako pritekla srebro.
Petra Majdič je osvojila svojo drugo najboljšo uvrstitev, 8. mesto.
Na moškem 1,35 km šprintu je osvojil zlato Šved Björn Lind, srebro Frencoz Roddy Darragon in bron prav tako Šved Thobias Fredriksson.
Nejc Brodar in Jože Mehle sta v kvalifikacijah končala na 39. in 56. mestu, kar ni bilo dovolj za nadaljevanje v polfinalu.

### 13. dan - 23. februar
Akrobtasko smučanje
V akrobatskih skokih je za malo več kot dve točki osvojil zlato Kitajec Han Xiaopeng, pred Belorusom Dimitrijem Dašinskjem in Rusom Vladimirjem Lebedvom.
Biatlon
Ruska ekipa je v postavi Albina Ahatova, Anna Bogalij, Svetlana Išmuratova in Olga Zajceva, kljub odsotnosti izkušene Olge Pileve, ki je padla na dopiškem testu na žačetku iger, osvojila zlato na 24 km (4 x 6 km) štefati. Srebro so prejele Nemke, ki so bile favoritke za zmago in bron Francozinje.
Slovenke Teja Gregorin, Andreja Mali, Dijana Grudiček in Tadeja Brankovič so končale štafeto na odličnem 6. mestu.
Curling
V finalu je Švedska ženska ekipa premagala Švico s 7-6. Bron so osvojile Kanadčanke z zmago nad Norveško z 11-5.
Deskanje na snegu
Takratna svetovna prvakinja Švicarka Daniela Meuli je osvojila zlato v paralelnem veleslalomu. Nemka Amelie Kober je osvojila srebro in Američanka Rosey Fletcher bron.
Umetnostno drsanje
Japonka Shizuka Arakawa je po bolj predvidni, a popolni, predstavi osvojila zlato, ki je prvo japonsko zlato na olimpijskih igrah v Torinu in nasploh v umetnostnem drsanju. Američanka Sasha Cohen in Rusinja Irena Slutskaja sta zaradi padca osvojili srebro in bron.

### 14. dan - 24. februar
Alpsko smučanje
V veleslalomu Američanka Julia Mancuso osvoji zlato, Finka Tanja Poutiainen srebro in Švedinja Anna Ottosson bron.
Ana Drev in Tina Maze osvojita najboljši uvrstitivi in končata na 9. in 12. mestu.
Curling
Finalna tekma se konča z zmago Kanade 10-4 nad Finsko, ki osvoji svojo prvo zlato medaljo v curlnigu na olimpijskih igrah. ZDA premaga Združeno kraljestvo z 8-6 ter osvoji bron, ki je prva medalja v curlingu za ZDA.
Hitrostno drsanje
Svetovni prvak Nizozemec Bob de Jong osvoji zlato na 10000 m. Američan Chad Hedrick si pridrsa srebro in Nizozemec Carl Verheijen bron.
Hokej na ledu
V polfinalu Švedska s 7-3 premaga Češko in Finska s 4-0 Rusijo.
Smučarski teki
Čehinja Kateřina Neumannová osvoji zlato na 30 km prosto, Rusinja Julija Tčepalova srebro in Poljankinja Justyna Kowalczyk bron.
Umetnostno drsanje
Tradicionalen zaključni slovensnostni večer v Palaveli, kjer drsajo osvojitelji medalj. Vrhunec doseže nastop zmagovalnega ruskega para Tatijane Totmijanine in Maksima Marinina z moškim zmagovalcem Rusom Jevgenijem Plušenkom ob spremstvu violine, ki jo na ledu igra Edwin Marton.

### 15. dan - 25. februar
Alpsko smučanje
V moškem slalomu so osvojili Avstrici trojno slavje, in sicer Benjamin Raich zlato, Reinfried Herbst srebro in Rainer Schönfelder bron.
Drago Grubelnik in Bernard Vajdič sta končala na 13. in 19. mestu.
Biatlon
na 15 km je osvojil zlato Nemec Michael Greis, srebro Poljak Tomaž Sikora in bron Norvežan Ole Einar Bjørndalen.
Slovenski reprezentati so osvojili: Janez Marič 40., Matjaž Poklukar 47., Klemen Bauer 61. in Janez Ožbolt 70. mesto
Švedinja Anna Carin Olofsson je na 12,5 km osvojila zlato, Nemki Kati Wilhelm srebro in Uschi Disl bron.
Teja Gregorin je končala na 19. mestu.
Bob
Nemčija je v štirisedu osvojila zlato z 0.13 sekundami prednosti pred Rusi in 0.41 pred Švicarji.
Hitrostno drsanje
Kanadčanka Clara Hughes je osvojila zlato na 5000 m. Nemka Claudia Pechstein je osvojila srebro in Kanadčanka Cindy Klassen bron, ki je njena peta medalja na zimskih olimpijskih igrah v Torinu.
Hitrostno drsanje na kratke proge
na 500 m je osvojil Američan Apolo Anton Ohno svoje drugo zlato v karieri. Kanadčan François-Louis Tremblay je osvojil srebro in Južni Korejec Ahn Hyun-Soo bron.
Južna Korejka Jin Sun-Yu je osvojila svoje tretje zlato, tokrat na 1000 m. Kitajka Wang Meng je osvojila srebro in Yang Yang (A) bron, po diskvalifikaciji tretje uvrščene in nosilke srebrne kolajne na 1500 m, Choi Eun-Kyung.
Moška štafeta na 5000 m se je končala z zmago Južne Koreje, srebro je osvojila Kanada in bron ZDA.
Hokej na ledu
V boju za bron je Češka s 3-0 premagala Rusijo.

### 16. dan - Zaključna slovesnost - 26. februar
Hokej na ledu
v finalu je Švedska, po odločilnem strelu Nicklasa Lidströma, s 3-2 premagala Finsko.
Smučarski teki
na 50 km skupnem štartu je osvojil zlato Italijan Giorgio Di Centa. Srebro je osvojil Rus Jevgenij Dementijev in bron Avstrijec Mikhail Botvinov.